# Tanque
Tanque è un quartiere (bairro) della Zona Ovest della città di Rio de Janeiro in Brasile.

## Amministrazione
Tanque fu istituito come bairro a sé stante il 23 luglio 1981 come parte della Regione Amministrativa XVI - Jacarepaguá del municipio di Rio de Janeiro.